# Couvin
Couvin ist eine Gemeinde in der Provinz Namur im wallonischen Teil Belgiens.
Sie besteht aus den Ortsteilen Couvin, Aublain, Boussu-en-Fagne, Brûly, Brûly-de-Pesche, Cul-des-Sarts, Dailly, Frasnes-lez-Couvin, Gonrieux, Mariembourg, Pesche, Petigny, Petite-Chapelle und Presgaux.

## Geschichte
In dem Weiler Brûly-de-Pesche befand sich im Juni 1940 das Führerhauptquartier Wolfsschlucht 1, von dem aus Hitler die letzte Phase seines Frankreichfeldzuges kommandierte. Damals umfasste Brûly-de-Pesche drei Häuser, eine Herberge, eine Schule, Kirche und Pfarrhaus sowie einige Bauernhöfe. Seine 119 Einwohner wurden am 28. Mai 1940 innerhalb von drei Stunden vertrieben. Hitler ließ hier einen Bunker bauen, den er jedoch nur einmal betrat, um dessen Fertigstellung zu konstatieren. Am 28. Juni 1940 zog Hitler endgültig ab.

## Personen
- Watriquet Brassenel de Couvin (* vor 1300), französischer Dichter des 14. Jahrhunderts, Verfasser von Fatras
- Jean-Baptiste Piron (1896–1974), belgischer Generalleutnant und Kommandeur der belgischen Streitkräfte in Deutschland

## Einzelnachweise

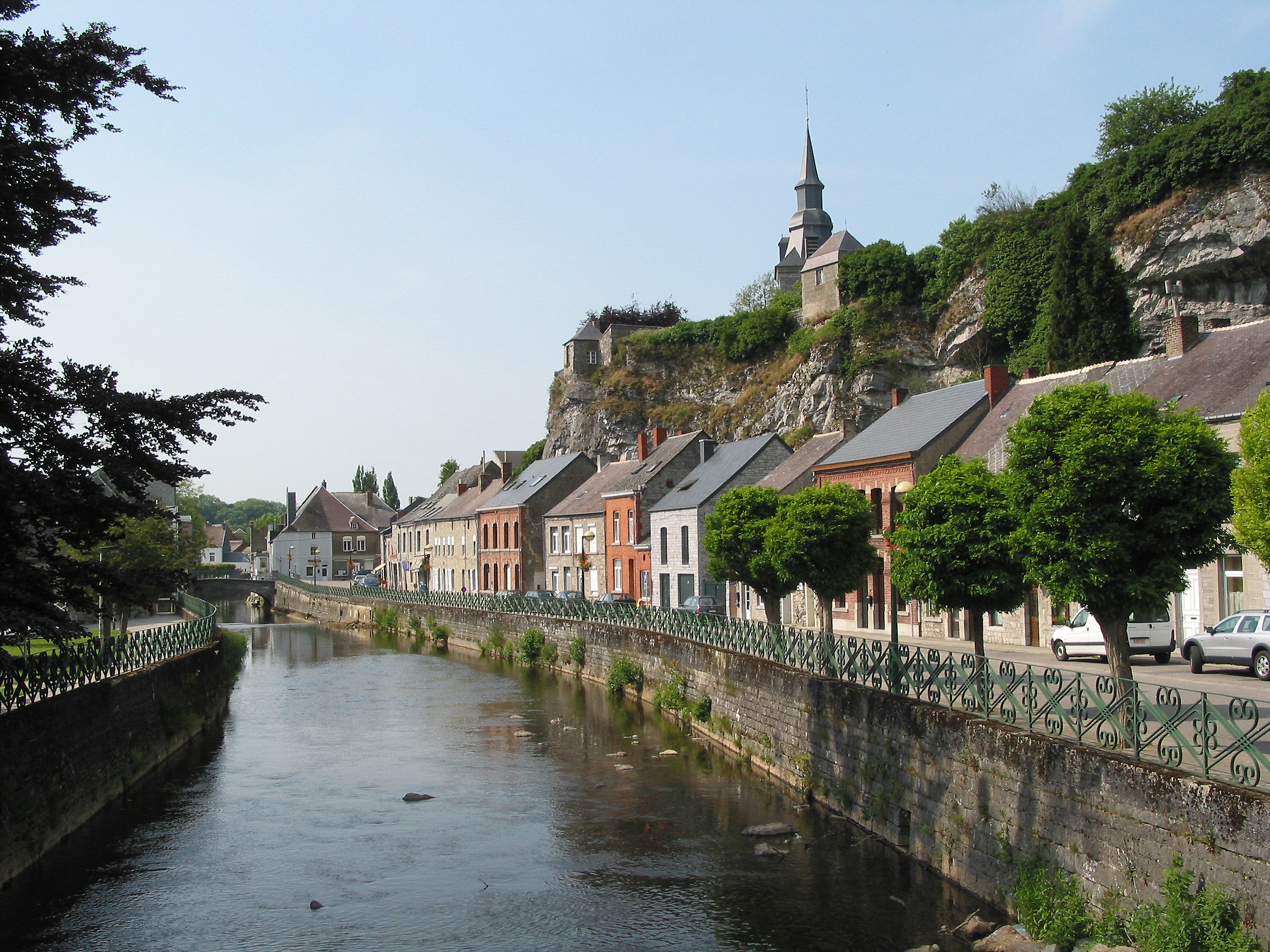
Couvin: Der Fluss Eau Noire und die Rue de la Falaise